# Derek Plante
Derek Plante (* 17. Januar 1971 in Cloquet, Minnesota) ist ein ehemaliger US-amerikanischer Eishockeyspieler und derzeitiger -trainer, der im Verlauf seiner aktiven Karriere zwischen 1989 und 2008 unter anderem 491 Spiele für die Buffalo Sabres, Dallas Stars, Chicago Blackhawks und Philadelphia Flyers in der National Hockey League (NHL) auf der Position des Centers bestritten hat. Mit den Dallas Stars gewann Plante, der zudem weitere 219 Partien in der Deutschen Eishockey Liga (DEL) und Schweizer Nationalliga A (NLA) absolvierte, im Jahr 1999 den Stanley Cup. Anschließend begann er als Trainer zu arbeiten und war zuletzt von 2022 bis 2025 als Assistenztrainer bei den Chicago Blackhawks tätig.

## Karriere
Plante begann seine Karriere im Team der University of Minnesota Duluth im Spielbetrieb der National Collegiate Athletic Association (NCAA), bevor er beim NHL Entry Draft 1989 an 161. Stelle in der achten Runde von den Buffalo Sabres aus der National Hockey League (NHL) ausgewählt (gedraftet) wurde. Während seiner insgesamt vier Spielzeiten an der Universität absolvierte der Center insgesamt 138 Spiele, in denen er 219 Scorerpunkte sammelte. Zudem wurde er mehrmals in die All-Star Teams im Spielsystem berufen und 1993 als Spieler des Jahres der Western Collegiate Hockey Association (WCHA), einer Division im Spielbetrieb der NCAA, ausgezeichnet.
In der Saison 1993/94 absolvierte er seine ersten NHL-Spiele für die Sabres, bei denen er schnell zum Stammspieler avancierte. Mit dem Franchise aus dem Bundesstaat New York gewann der Linksschütze in der Saison 1996/97 den Divisionstitel der Northeast Division. Während der Spielzeit 1998/99 verließ er im Tausch für ein Zweitrunden-Wahlrecht im NHL Entry Draft 1999 die Sabres in Richtung Dallas Stars, mit denen er noch im selben Jahr den Stanley Cup gewann. In der folgenden Saison kam Plante bei den Stars nur noch sporadisch zum Einsatz, sodass er während der Spielzeit gemeinsam mit Kevin Dean und einem Zweitrunden-Wahlrecht im NHL Entry Draft 2001 zum Ligakonkurrenten Chicago Blackhawks transferiert wurde. Im Gegenzug wechselten Sylvain Côté und Dave Manson zu den Dallas Stars. Doch auch bei den Blackhawks wurde der Stürmer – wie auch bei seiner letzten NHL-Station Philadelphia Flyers – abwechselnd in der höchsten Spielklasse und bei tiefklassigeren Farmteams in International Hockey League (IHL) und American Hockey League (AHL) eingesetzt.
Zur Saison 2001/02 unterschrieb der US-Amerikaner einen Vertrag bei den München Barons aus der Deutschen Eishockey Liga (DEL), für die er eine Spielzeit auf dem Eis stand und anschließend in Richtung ZSC Lions verließ. Nach einem Jahr in der Schweizer Nationalliga A (NLA), in dem er auch für den HC Davos den Spengler Cup 2002 bestritt, wechselte Plante zurück in die DEL zu den Adler Mannheim, für die er zwei Jahre lang spielte und im Jahr die Vizemeisterschaft feierte. Zwischen 2005 und 2007 ließ er seine Karriere bei den Nippon Paper Cranes aus Japan in der Asia League Ice Hockey (ALIH) ausklingen und wurde dort mit dem Klub im Jahr 2007 Meister der Liga. Endgültig beendete er seine Karriere nach der Saison 2007/08, die er für den Schweizer Klub SC Langenthal aus der National League B (NLB) absolvierte.
Im Juni 2010 wurde Plante Assistenztrainer bei den Bulldogs seiner Alma Mater, der University of Minnesota Duluth. Mit diesen gewann er in seiner ersten Saison 2010/11 erstmals die nationale Collegemeisterschaft der NCAA, der größte Erfolg für das Männer-Eishockeyteam der Universität überhaupt. Er blieb dem Trainerstab bis 2015 treu, ehe er für fünf Jahre in die Organisation der Chicago Blackhawks wechselte und dort im erweiterten Trainerstab tätig war. Nach fünf Jahren kehrte er abermals an die University of Minnesota Duluth zurück, wo er erneut den Assistenztrainerposten übernahm. Nach zwei Jahren dort wiederum wurde er wieder von den Chicago Blackhawks verpflichtet, die ihn als Assistenten von Cheftrainer Luke Richardson anstellten. Dort endete die Zusammenarbeit nach der Saison 2024/25.

### International
Für sein Heimatland bestritt Plante im Juniorenbereich mit der U20-Nationalmannschaft der Vereinigten Staaten die Junioren-Weltmeisterschaft 1991 im kanadischen Saskatoon. Diese schlossen die US-Amerikaner auf dem vierten Rang ab. Mit der A-Nationalmannschaft abesolvierte der Mittelstürmer die Weltmeisterschaften 1992, 1993, 1996, 2000, 2001 und 2002. Dabei gewann er bei der Weltmeisterschaft 1996 in der österreichischen Landeshauptstadt Wien die Bronzemedaille. In insgesamt 43 WM-Spielen sammelte Plante elf Scorerpunkte.

## Erfolge und Auszeichnungen
| - 1992 WCHA Second All-Star Team - 1993 WCHA Player of the Year - 1993 WCHA First All-Star Team - 1993 NCAA West First All-American Team - 1999 Stanley-Cup-Gewinn mit den Dallas Stars - 2000 Turner-Cup-Gewinn mit den Chicago Wolves | - 2002 Teilnahme am DEL All-Star Game - 2005 Deutscher Vizemeister mit den Adler Mannheim - 2006 Topscorer der Asia League Ice Hockey - 2007 Meister der Asia League Ice Hockey mit den Nippon Paper Cranes - 2011 NCAA-Division-I-Championship mit der University of Minnesota Duluth (als Assistenztrainer) |

### International
- 1996 Bronzemedaille bei der Weltmeisterschaft

## Karrierestatistik

### International
Vertrat die USA bei:
| - Junioren-Weltmeisterschaft 1991 - Weltmeisterschaft 1992 - Weltmeisterschaft 1993 - Weltmeisterschaft 1996 | - Weltmeisterschaft 2000 - Weltmeisterschaft 2001 - Weltmeisterschaft 2002 |

(Legende zur Spielerstatistik: Sp oder GP = absolvierte Spiele; T oder G = erzielte Tore; V oder A = erzielte Assists; Pkt oder Pts = erzielte Scorerpunkte; SM oder PIM = erhaltene Strafminuten; +/− = Plus/Minus-Bilanz; PP = erzielte Überzahltore; SH = erzielte Unterzahltore; GW = erzielte Siegtore; 1 Play-downs/Relegation; Kursiv: Statistik nicht vollständig)